# لودفيك تومسون
لودفيك تومسون هو سياسي هولندي، ولد في 11 يونيو 1869 في فورسخوتن في هولندا، وتوفي في 15 يونيو 1914 في دراس في ألبانيا بسبب قتل في المعركة. نشط حزبياً في Liberal Union (Netherlands) ‏. وقد انتخب عضو مجلس نواب هولندا ‏ عن دائرة ليوواردن ‏.